# 起跑的瞬間
《起跑的瞬間》（日语：／ Hashiridasu shunkan */?）是日本女子偶像組合平假名櫸坂46的首張音樂專輯，由日本索尼音樂娛樂於2018年6月20日發行。
由於平假名櫸坂46在2019年2月11日更名為日向坂46，因而該專輯為平假名櫸坂46僅有的一張音樂專輯。

## 概要
專輯分為Tyep-A、Type-B和通常盤，共三個版本。以平假名櫸坂46名義演唱的十首歌曲收錄於所有版本，原創歌曲則是Type-A和Type-B各有6首，通常盤則是5首，共通一首。藍光方面，Type-A收錄了日本武道館公演第三日的歌曲現場片段，Type-B則收錄了2017年全國巡演的現場片段，主打曲〈沒有期待的自己〉的音樂錄影帶和特別活動和禮物的抽選單張則同時收錄於兩個版本。 
2018年2月1日，平假名櫸坂46在東京都日本武道館舉行的公演中宣佈推出專輯。5月23日，平假名櫸坂46公佈了專輯名稱和藍光收錄內容。4月21日，平假名櫸坂46宣佈將原定於5月23日推出的專輯延期至6月20日發賣。5月26日，專輯封面和造型照首次公開。5月28日，專輯的收錄內容首次公開。5月30日，專輯主打曲《沒有期待的自己》的音樂錄影帶在Youtube上首次公開。6月1日，平假名櫸坂46宣佈與淘兒唱片合作，在全線店鋪張貼海報和放置小冊子，專輯購入者則可以通過報名表來爭奪簽名海報。6月4日，平假名櫸坂46在神奈川縣橫濱國際平和會議場舉行的「《起跑的瞬間》巡演2018」的初日公演中首次演唱《沒有期待的自己》。6月13日，平假名櫸坂46在日本放送的特備節目《平假名櫸坂46的All Night Nippon》中宣傳專輯。由6月12日至30日開始，為了紀念專輯發賣，平假名櫸坂46的成員每日輪流在SHOWROOM登場。6月20日，成員加藤史帆、小坂菜緒、齊藤京子、佐佐木久美、佐佐木美玲和渡邊美穗巡迴關東地方的46家唱片店宣傳專輯。另外，平假名櫸坂46在TBS電視台節目《COUNT DOWN TV》上也有宣傳專輯。

## 反應
在《告示牌》Top Albums Sales榜中，專輯首週銷量為152,603張，取得第1位。在Oricon公信榜中，專輯首週銷量是154,461張，取得第1位，這是繼HKT48的《092》、WANIMA的《Everybody!!》、EXO的《COUNTDOWN》後，2018年第4次有歌手的出道專輯能夠取得週榜第1位，2018年出道專輯銷量則是暫列第1位，與此同時亦取得數碼專輯榜冠軍，這是繼櫸坂46的《抹黑純真》後，第2次有女子組合同時取得兩榜冠軍。平假名櫸坂46憑專輯取得RecoChoku上半期新人第1位，出道11日便取得上半期新人冠軍，為史上最快紀錄。

## 封面寫真
| Type-A | 柿崎芽實、佐佐木美玲、潮紗理菜、富田鈴花、小坂菜緒、濱岸日和           |
| Type-B | 井口眞緒、齊藤京子、金村美玖、渡邉美穂、宮田愛萌、高瀨愛奈、高本彩花   |
| 通常盤 | 影山優佳、東村芽依、加藤史帆、佐佐木久美、松田好花、丹生明里、河田陽菜 |

成員皆穿著以白色為基本色調的全新制服。封面寫真於與團名日文發音同音的六本木櫸坂（けやき坂）拍攝。

## 歌曲列表

### DISC 1 (Type-A)
| CD   | CD                              | CD                       | CD                         |
| 曲序 | 曲目                            | 作曲                     | 編曲                       |
| ---- | ------------------------------- | ------------------------ | -------------------------- |
| 1.   | 平假名櫸                        | 川浦正大                 | 野中雄一                   |
| 2.   | 跳得比誰都還高！                | Kamikaoru、doubleglass   | 野中雄一                   |
| 3.   | 穩定交往中                      | Yo-hey                   | Yo-Hey                     |
| 4.   | W-KEYAKIZAKA之詩（櫸&平假坂組） | 前迫潤哉、Yasutaka.Ishio | 佐佐木裕                   |
| 5.   | 永遠的白線                      | 石井健太郎               | 石井健太郎                 |
| 6.   | 沉默的戀人啊                    | 杉山勝彥                 | 杉山勝彥、三谷秀甫、谷地學 |
| 7.   | 依然要前進                      | SAITO KUNIAKI            | SAITO KUNIAKI              |
| 8.   | NO WAR in the future            | 築田格                   | 築田格                     |
| 9.   | 看着當下                        | 前迫潤哉、Yasutaka.Ishio | Yasutaka.Ishio             |
| 10.  | 一半的記憶                      | 吉田司、村山西貝流士達彥 | 若田部誠                   |
| 11.  | 沒有期待的自己（期待していない自分）              | kyota.                   | 生田真心                   |
| 12.  | 仙女棒燒盡之前（線香花火が消えるまで）              | 山本加津彥               | 山本加津彥                 |
| 13.  | 不成熟的憤怒（未熟な怒り）                | Bugbear                  | 野中雄一                   |
| 14.  | 微弱的光芒（わずかな光）                  | 奧田Motoi                | 奧田Motoi                  |
| 15.  | 不准敲門！（ノックをするな!）                  | APAZZI                   | APAZZI                     |
| 16.  | 萬聖節的南瓜破了（ハロウィンのカボチャが割れた）            | Sato Shingo              | 佐佐木裕                   |
| 17.  | 約定之卵                        | aokado                   | aokado                     |

### DISC 2 (Type-A)
| Blu-ray | Blu-ray                                                                 | Blu-ray  |
| 曲序    | 曲目                                                                    | 導演     |
| ------- | ----------------------------------------------------------------------- | -------- |
| 1.      | 沒有期待的自己 Music Video                                              | 安藤隼人 |
| 2.      | Overture（平假名武道館 〜Day3 Special Selection〜）                     |          |
| 3.      | Opening（平假名武道館 〜Day3 Special Selection〜）                      |          |
| 4.      | 平假名櫸坂（平假名武道館 〜Day3 Special Selection〜）                   |          |
| 5.      | 兩人季節（平假名武道館 〜Day3 Special Selection〜）                     |          |
| 6.      | 穩定交往中（平假名武道館 〜Day3 Special Selection〜）                   |          |
| 7.      | 沉默的戀人啊（平假名武道館 〜Day3 Special Selection〜）                 |          |
| 8.      | 等待百年（平假名武道館 〜Day3 Special Selection〜）                     |          |
| 9.      | Dance Track（平假名武道館 〜Day3 Special Selection〜）                  |          |
| 10.     | 制服模特兒（平假名武道館 〜Day3 Special Selection〜）                   |          |
| 11.     | 永遠的白線（平假名武道館 〜Day3 Special Selection〜）                   |          |
| 12.     | 跳得比誰都還高！（平假名武道館 〜Day3 Special Selection〜）             |          |
| 13.     | 看着當下（平假名武道館 〜Day3 Special Selection〜）                     |          |
| 14.     | MC（平假名武道館 〜Day3 Special Selection〜）                           |          |
| 15.     | 跳得比誰都還高！（W ENCORE）（平假名武道館 〜Day3 Special Selection〜） |          |

### DISC 1 (Type-B)
| CD   | CD                              | CD                       | CD                         |
| 曲序 | 曲目                            | 作曲                     | 編曲                       |
| ---- | ------------------------------- | ------------------------ | -------------------------- |
| 1.   | 平假名櫸坂                      | 川浦正大                 | 野中雄一                   |
| 2.   | 跳得比誰都還高！                | Kamikaoru、doubleglass   | 野中雄一                   |
| 3.   | 穩定交往中                      | Yo-Hey                   | Yo-Hey                     |
| 4.   | W-KEYAKIZAKA之詩（櫸&平假坂組） | 前迫潤哉、Yasutaka.Ishio | 佐佐木裕                   |
| 5.   | 永遠的白線                      | 石井健太郎               | 石井健太郎                 |
| 6.   | 沉默的戀人啊                    | 杉山勝彥                 | 杉山勝彥、三谷秀甫、谷地學 |
| 7.   | 依然要前進                      | SAITO KUNIAKI            | SAITO KUNIAKI              |
| 8.   | NO WAR in the future            | 築田格                   | 築田格                     |
| 9.   | 看着當下                        | 前迫潤哉、Yasutaka.Ishio | Yasutaka.Ishio             |
| 10.  | 一半的記憶                      | 吉田司、村山西貝流士達彦 | 若田部誠                   |
| 11.  | 沒有期待的自己                  | kyota.                   | 生田真心                   |
| 12.  | 想要變漂亮（キレイになりたい）                  | 石井健太郎               | 石井健太郎                 |
| 13.  | 夏色的穆勒鞋（夏色のミュール）                | 井上智德                 | 久下真音                   |
| 14.  | 男性朋友（男友達だから）                    | 三谷秀甫                 | 三谷秀甫                   |
| 15.  | 衝在最前排（最前列へ）                  | IKEZO                    | 若田部誠                   |
| 16.  | 來到夏天的邊界線（おいで夏の境界線）            | 中山聰、足立優           | 板垣祐介                   |
| 17.  | 像車輪摩擦般哭泣的你（車輪が軋むように君が泣く）        | 齊門                     | 若田部誠                   |

### DISC 2 (Type-B)
| Blu-ray | Blu-ray                                                                        | Blu-ray  |
| 曲序    | 曲目                                                                           | 導演     |
| ------- | ------------------------------------------------------------------------------ | -------- |
| 1.      | 沒有期待的自己 Music Video                                                     | 安藤隼人 |
| 2.      | 平假名櫸坂（Zepp Tokyo）（平假名全國巡演2017 Live&Documentary）                |          |
| 3.      | 兩人季節（Zepp Tokyo）（平假名全國巡演2017 Live&Documentary）                  |          |
| 4.      | 沉默的多數（Zepp Tokyo）（平假名全國巡演2017 Live&Documentary）                |          |
| 5.      | 踢踏舞表演（Zepp Namba（OSAKA））（平假名全國巡演2017 Live&Documentary）       |          |
| 6.      | 世界上只有愛（Zepp Namba（OSAKA））（平假名全國巡演2017 Live&Documentary）     |          |
| 7.      | 跳得比誰都還高！（Zepp Namba（OSAKA））（平假名全國巡演2017 Live&Documentary） |          |
| 8.      | Poi表演（Zepp Nagoya）（平假名全國巡演2017 Live&Documentary）                  |          |
| 9.      | 不一樣的藍天（Zepp Nagoya）（平假名全國巡演2017 Live&Documentary）             |          |
| 10.     | 沒能趕上的巴士（Zepp Nagoya）（平假名全國巡演2017 Live&Documentary）           |          |
| 11.     | 牽手回家吧（Zepp Nagoya）（平假名全國巡演2017 Live&Documentary）               |          |
| 12.     | 步操樂隊表演（Zepp Sapporo）（平假名全國巡演2017 Live&Documentary）            |          |
| 13.     | 貓咪的名字（Zepp Sapporo）（平假名全國巡演2017 Live&Documentary）              |          |
| 14.     | 永遠的白線（Zepp Sapporo）（平假名全國巡演2017 Live&Documentary）              |          |
| 15.     | 護旗隊表演（福岡太陽宮）（平假名全國巡演2017 Live&Documentary）                |          |
| 16.     | AM1:27（福岡太陽宮）（平假名全國巡演2017 Live&Documentary）                    |          |
| 17.     | 這裏沒有的足跡（福岡太陽宮）（平假名全國巡演2017 Live&Documentary）            |          |
| 18.     | Overture（幕張展覽館）（平假名全國巡演2017 Live&Documentary）                  |          |
| 19.     | 平假名櫸坂（幕張展覽館）（平假名全國巡演2017 Live&Documentary）                |          |
| 20.     | MC（幕張展覽館）（平假名全國巡演2017 Live&Documentary）                        |          |
| 21.     | NO WAR in the future（幕張展覽館）（平假名全國巡演2017 Live&Documentary）      |          |
| 22.     | 依然要前進（幕張展覽館）（平假名全國巡演2017 Live&Documentary）                |          |
| 23.     | 牽手回家吧（幕張展覽館）（平假名全國巡演2017 Live&Documentary）                |          |
| 24.     | 太陽不會選擇抬頭的人（幕張展覽館）（平假名全國巡演2017 Live&Documentary）      |          |
| 25.     | 穩定交往中（幕張展覽館）（平假名全國巡演2017 Live&Documentary）                |          |
| 26.     | MC（幕張展覽館）（平假名全國巡演2017 Live&Documentary）                        |          |
| 27.     | W-KEYAKIZAKA之詩（幕張展覽館）（平假名全國巡演2017 Live&Documentary）          |          |

### 通常盤
| CD   | CD                              | CD                                 | CD                                 |
| 曲序 | 曲目                            | 作曲                               | 編曲                               |
| ---- | ------------------------------- | ---------------------------------- | ---------------------------------- |
| 1.   | 平假名櫸坂                      | 川浦正大                           | 野中雄一                           |
| 2.   | 跳得比誰都還高！                | Kamikaoru、doubleglass             | 野中雄一                           |
| 3.   | 穩定交往中                      | Yo-Hey                             | Yo-Hey                             |
| 4.   | W-KEYAKIZAKA之詩（櫸&平假坂組） | 前迫潤哉、Yasutaka.Ishio           | 佐佐木裕                           |
| 5.   | 永遠的白線                      | 石井健太郎                         | 石井健太郎                         |
| 6.   | 沉默的戀人啊                    | 杉山勝彥                           | 杉山勝彥、三谷秀甫、谷地學         |
| 7.   | 依然要前進                      | SAITO KUNIAKI                      | SAITO KUNIAKI                      |
| 8.   | NO WAR in the future            | 築田格                             | 築田格                             |
| 9.   | 看着當下                        | 前迫潤哉、Yasutaka.Ishio           | Yasutaka.Ishio                     |
| 10.  | 一半的記憶                      | 吉田司、村山西貝流士達彦           | 若田部誠                           |
| 11.  | 沒有期待的自己                  | kyota.                             | 生田真心                           |
| 12.  | 想騎上三輪車（三輪車に乗りたい）                | Kaz Kuwamura、Kato Ryota、小木岳司 | Kaz Kuwamura、Kato Ryota、小木岳司 |
| 13.  | 到底是誰強迫這樣的排隊？（こんな整列を誰がさせるのか?）    | 春行                               | APAZZI                             |
| 14.  | 成為了令人反感的大人（居心地悪く、大人になった）        | 嶋田啓介                           | 嶋田啓介                           |
| 15.  | 不會破裂的彈珠（割れないシャボン玉）              | 渡邊翔、sasakure.UK、Furuppe       | sasakure.UK                        |
| 16.  | 平假名的戀愛（ひらがなで恋したい）                | Furuppe                            | Furuppe                            |

## 選拔成員
- 关于曾收录于櫸坂46之CD作品中的歌曲，其选拔成员请参考该CD页面。

### 沒有期待的自己
（中心成員：佐佐木美玲）
- 第3排：富田鈴花、松田好花、濱岸日和、高瀨愛奈、東村芽依、影山優佳、井口真緒、宮田愛萌、丹生明里、金村美玖
- 第2排：柿崎芽實、渡邊美穗、高本彩花、小坂菜緒、佐佐木久美、河田陽菜、潮紗理菜
- 第1排：加藤史帆、佐佐木美玲、齊藤京子

### 仙女棒燒盡之前
- 金村美玖、富田鈴花、松田好花

### 不成熟的憤怒
- 金村美玖、河田陽菜、小坂菜緒、富田鈴花、丹生明里、濱岸日和、松田好花、宮田愛萌、渡邊美穗

### 微弱的光芒
- 佐佐木美玲

### 不准敲門！
- 加藤史帆、高瀨愛奈、東村芽依、富田鈴花、渡邊美穗

### 萬聖節的南瓜破了
- 潮紗理菜、加藤史帆、齊藤京子、佐佐木久美、高本彩花

### 約定之卵
（中心成員：佐佐木美玲）
- 井口真緒、潮紗理菜、柿崎芽實、影山優佳、加藤史帆、齊藤京子、佐佐木久美、佐佐木美玲、高瀨愛奈、高本彩花、東村芽依、金村美玖、河田陽菜、小坂菜緒、富田鈴花、丹生明里、濱岸日和、松田好花、宮田愛萌、渡邊美穗

### 想要變漂亮
- 小坂菜緒、丹生明里、渡邊美穗

### 夏色的穆勒鞋
- 井口真緒、影山優佳、高瀨愛奈、東村芽依

### 男性朋友
- 加藤史帆

### 衝往最前排
- 金村美玖、河田陽菜、小坂菜緒、富田鈴花、丹生明里、濱岸日和、松田好花、宮田愛萌、渡邊美穗

### 來到夏天的邊界線
- 井口真緒、潮紗理菜、柿崎芽實、影山優佳、加藤史帆、齊藤京子、佐佐木久美、佐佐木美玲、高瀨愛奈、高本彩花、東村芽依

### 像車輪摩擦般哭泣的你
（中心成員：佐佐木美玲）
- 井口真緒、潮紗理菜、柿崎芽實、影山優佳、加藤史帆、齊藤京子、佐佐木久美、佐佐木美玲、高瀨愛奈、高本彩花、東村芽依、金村美玖、河田陽菜、小坂菜緒、富田鈴花、丹生明里、濱岸日和、松田好花、宮田愛萌、渡邊美穗

### 想騎上三輪車
- 柿崎芽實、佐佐木美玲

### 到底是誰強迫這樣的排隊？
- 井口真緒、潮紗理菜、柿崎芽實、影山優佳、加藤史帆、齊藤京子、佐佐木久美、佐佐木美玲、高瀨愛奈、高本彩花、東村芽依

### 成為了令人反感的大人
- 齊藤京子

### 不會破裂的彈珠
- 河田陽菜、濱岸日和、宮田愛萌

### 平假名的戀愛
（中心成員：佐佐木美玲）
- 第3排：富田鈴花、松田好花、濱岸日和、高瀨愛奈、東村芽依、影山優佳、井口真緒、宮田愛萌、丹生明里、金村美玖
- 第2排：柿崎芽實、渡邊美穗、高本彩花、小坂菜緒、佐佐木久美、河田陽菜、潮紗理菜
- 第1排：加藤史帆、佐佐木美玲、齊藤京子

## 外部連結
- 平假名櫸坂46 第1張專輯《起跑的瞬間》特設網站 （页面存档备份，存于） （日語）
- 專輯發行資料 （页面存档备份，存于） （日語）
- 音樂錄影帶（日語）
  - YouTube上的けやき坂46『期待していない自分』（2018年5月30日，僅限日本國內觀賞）
- 音樂錄影帶（繁體中文）
  - YouTube上的平假名欅坂46／沒有期待的自己（完整中文字幕MV）（2018年8月9日）